# Villers-sous-Chalamont
Villers-sous-Chalamont è un comune francese di 289 abitanti situato nel dipartimento del Doubs nella regione della Borgogna-Franca Contea.

## Società

### Evoluzione demografica
Abitanti censiti